# Nomen
Nomen (lateinisch nomen, Mehrzahl nomina, „Name“; deutsch: [das] Nomen, Mehrzahl: Nomina oder [die] Nomen; deutsch auch Nennwort) wird in der Grammatik in unterschiedlichen Bedeutungen verwendet:
- Nomen im weiteren Sinn als Oberbegriff für die deklinierbaren Wortarten Substantiv, Adjektiv, Zahlwort, Pronomen (nicht jedoch Artikel) in der lateinischen Grammatiktradition.
- Nomen  im engeren Sinn als gleichbedeutend mit Substantiv (der Herkunft nach ein Anglizismus zu noun; heute so in weiten Teilen der Sprachwissenschaft und auch der Schulgrammatik).

Die Mehrdeutigkeit betrifft noch stärker das abgeleitete Adjektiv nominal.
Der deutsche Ausdruck Nennwort ist in derselben Weise mehrdeutig wie Nomen, d. h. taucht in Lateingrammatiken auch als Wiedergabe für Nomen im weiteren Sinn auf.

## Nomenals Synonym zuSubstantiv
Die Verwendung von Nomen als Synonym zu Substantiv hat sich – vor allem unter dem Einfluss des Englischen und Französischen und deren grammatischer Fachsprache – im Deutschen heute in vielen Bereichen durchgesetzt, vor allem in der anglistischen, romanistischen und theoretischen Linguistik, aber auch in weiten Teilen der Schulgrammatik.
Im Englischen wird für Substantive ausschließlich der Ausdruck noun (entstanden aus lat. nomen) verwendet. Da insbesondere in der Grammatiktheorie einflussreiche Strömungen im englischen Sprachraum entstanden sind (so etwa die Generative Grammatik Chomskys), wurde auch die deutsche Terminologie stark beeinflusst. Die Bezeichnung „Substantiv“ findet sich dann daneben als Variante, z. B. recht häufig in der Germanistik, der historischen Sprachwissenschaft, auch in Schulbüchern. Die deutschsprachige Wikipedia benutzt das Lemma „Substantiv“, da es der eindeutigere Terminus ist.

## Nomenals Oberbegriff der deklinierbaren Wortarten

### Die lateinische Tradition
Der lateinischen Grammatiktradition folgend, kann mit Nomen eine weitere Bedeutung verbunden sein, die zunächst nur Substantive und Adjektive umfasst, später auch Pronomina und Numeralia einschließt (sowie zumindest einige Adverbien).
Diese Einteilung etablierte sich im Lateinischen in klassischer Zeit unter dem Einfluss der griechischen Grammatik, insbesondere durch den Grammatiker Dionysios Thrax, der zunächst acht Wortarten definierte. Diese können übersetzt werden als: Nomen, Verb, Partizip, Artikel, Pronomen, Präposition, Adverb und Konjunktion.
Das lateinische Wort nomen („Name“) hatte in der Grammatik anfangs nur die Bedeutung „Eigenname“. Als Hauptkriterium für die allgemeinere Wortart Nomen etablierte sich dann: Wortarten, die einen Kasus tragen können. Da es im Lateinischen keine Artikel gab, entfiel die Notwendigkeit, in der Definition zu berücksichtigen, dass gemäß der griechischen Grammatik der Artikel (ἄρθρον) gegenüber dem „Nomen“ (ὄνομα) auszugliedern war. Die Deklination des Artikels stört also erst, wenn die Definition des Nomens als „deklinierbare Wortart“ fürs Deutsche übernommen werden soll.
Die Zusammenfassung von Adjektiv und Substantiv in eine Kategorie ergibt sich somit aus den Gegebenheiten der lateinischen und griechischen Grammatik, bzw. den Beobachtungen der antiken Grammatiker und deren lange einfach fortgeschriebener Tradition.
Der Kontrast zwischen den Bezeichnungen Substantiv und Adjektiv entstand aus der Kürzung von spezielleren Bezeichnungen mit diesem Oberbegriff: nomen substantivum (svw. „Substanznomen“) bzw. nomen adiectivum („hinzugefügtes Nomen“). Im Französischen findet sich in älterer Literatur auch noch nom substantif, heute jedoch bevorzugt nom. Das einfachere Wort nomen erscheint allerdings auch in vielen lateinischen Grammatikausdrücken, die nur Substantiva betreffen können, zum Beispiel nomen agentis (Agens-Nominalisierung), nomen actionis (Ereignisnominalisierung) etc.
Im Sinne dieser Terminologie können dann auch die Partizipien des Lateinischen als „Verbalnomen“ bezeichnet werden – in dem Sinn, dass sie  adjektivische Formen von Verben sind (Verbaladjektive). Meist hat der Ausdruck Verbalnomen jedoch eine andere und spezialisiertere Bedeutung.

### Sprachvergleichende Aspekte
Die Kategorie Adjektiv ist in den Sprachen der Welt sehr vielgestaltig, und nicht alle Sprachen haben überhaupt Adjektive als separate Wortart mit morphologisch anderem Verhalten als Substantive. Dort, wo Adjektive als eigene Wortart abgrenzbar sind, können die Unterschiede zu anderen Wortarten immer noch graduell sein.
Die Einteilung, die der Terminologie der lateinischen Tradition zugrunde liegt, ist daher zwar auf einen bestimmten Sprachtyp verallgemeinerbar, wo eine Nähe des Adjektivs zu Substantiven im Hinblick auf Kongruenzformen oder auch Wortbildungsmechanismen besteht; Beispiele hierfür liefern Sanskrit oder Fulfulde. Andere Sprachen, wie etwa das Japanische, haben jedoch andere Systeme und zeigen auch „Adjektive“ mit verbalem Charakter.

## Die Ableitungnominal

### Nominalin der Bedeutungsubstantivisch
Sowohl im Deutschen als auch im Englischen kann das Adjektiv nominal zu der engen Bedeutung Nomen = Substantiv gehören. Beispiele sind im Deutschen der Ausdruck „Nominalphrase“ (= Substantivgruppe) oder Verwendungen im Englischen, wo nominal das Adjektiv zu noun mit demselben engen Sinn bildet.
(Für einen Ausdruck „das Nominal“ in einer nochmals anderen Bedeutung, die aber auf der Bedeutung „Substantiv“ basiert, siehe unter Nominalphrase #Zusammensetzung einer Nominalphrase.)

### Nominalim weiten Sinn und in gemischter Terminologie
Das abgeleitete Adjektiv „nominal“ wird auch außerhalb der lateinischen Begrifflichkeit in deren weitem Sinn verwendet, z. B. wenn von „nominalen Wortarten“ die Rede ist und dabei deklinierbare Wortarten gemeint sind. Im Zusammenhang mit dieser Definition „nominal = deklinierbar“ wird es auch in deutschen Fachlexika uneinheitlich gehandhabt, ob unter „nominale Wortart“ Artikel eingeschlossen oder ausgeschlossen sein sollen.
Im Englischen findet sich nominal manchmal im weiten Sinn auch in Kontexten, wo mit noun zugleich nur „Substantiv“ gemeint ist.